# Ascidieria
Ascidieria é um género botânico pertencente à família das orquídeas (Orchidaceae).

## Espécies
1. Ascidieria longifolia (Hook.f.) Seidenf., Nordic J. Bot. 4: 44 (1984).
2. Ascidieria verticillaris (Kraenzl.) Garay, Opera Bot. 124: 22 (1995).